# Edgar Röder
Edgar Röder (* 25. Februar 1936 in Saubach) ist ein ehemaliger deutscher Diplomat. Er war Botschafter der DDR in Algerien und Tunesien.

## Leben
Röder, aus einfachsten Verhältnissen stammend, begann im 12. Lebensjahr, als Dorfschüler in Saubach bei seiner Mathematiklehrerin privat Englisch zu lernen. Nach der Schulzeit und einer kaufmännischen Lehre nahm er eine Tätigkeit im Handel auf. Zwischen 1955 und 1958 diente Röder bei der Kasernierten Volkspolizei bzw. bei der NVA (Luftstreitkräfte). Von 1958 bis 1960 war er als Kreisdispatcher beim Rat des Kreises Nebra tätig. Röder war Mitglied der SED.
Im September 1960 begann Röder ein Studium am Institut für Internationale Beziehungen, Fachrichtung Außenpolitik, in Potsdam-Babelsberg. Ab 1964 war er Mitarbeiter im Ministerium für Auswärtige Angelegenheiten der DDR (MfAA). Er wurde Länderreferent in der 4. Außereuropäischen Abteilung (Afrika) und befasste sich anfangs mit Tanganjika und Sansibar. Von 1968 bis 1970 wurde er als Stellvertreter des Leiters der Wirtschafts- und Handelsmission der DDR nach Mali entsandt. Von 1971 bis 1973 war er stellvertretender Leiter der 4. Außereuropäischen Abteilung (Afrika) im MfAA. Von 1974 bis 1978 leitete er die Abteilung Ost- und Zentralafrika. Von 1979 bis 1983 war Röder Botschafter der DDR in Algier. Zwischen 1984 und 1989 leitete er die Abteilung Nord- und Westafrika. Im Mai 1990 wurde er zum Botschafter der DDR in Tunesien berufen. Röder war der letzte Botschafter, der in der DDR ernannt und ins Ausland entsandt wurde. Angesichts des unmittelbar bevorstehenden Unterganges seines Staates verzichtete er auf eine Akkreditierung beim Staatsoberhaupt in Tunis, „ein Kuriosum in der Geschichte der Diplomatie“.
Nach der Wende hat Röder 1991 an einem Wirtschaftstraining für Akademiker teilgenommen und einen Kurs in Unternehmensführung absolviert. Er wurde Bereichsleiter bei einem deutschen Tochterunternehmen des italienischen Olivetti-Konzerns, Gebietsgeschäftsleiter bei dem britischen Unternehmen Thomas Cook und schließlich von 1997 bis 2003 Manager und Generalbevollmächtigter in der Geschäftsleitung von American Express in Frankfurt am Main.

## Auszeichnungen
- Vaterländischer Verdienstorden in Bronze (1976)

## Schriften
- „Herr Botschafter, Sie haben noch einen Tag...“. Erinnerungen und Gedanken eines DDR-Diplomaten. (Schriften zur internationalen Politik, Heft 30 der „Blauen Reihe“). Verband für Internationale Politik und Völkerrecht, Berlin 2010.